# Grube Bergmannsglück (Rinteln)
Die Grube Bergmannsglück ist ein Tiefbau-Betrieb der Barbara Erzbergbau in Rinteln. Sie ist seit 2000 in Betrieb. Der Hauptzugang erfolgt durch einen vom ehemaligen Steinbruch Todenmann aus aufgefahrenen Stollen. Abgebaut wird eisenschüssiger Korallenoolith. Das Rohhaufwerk wird mit Lastwagen in der Aufbereitungsanlage der Grube Wohlverwahrt-Nammen gefahren und dort aufbereitet. Die Fördermenge liegt bei etwa 500.000 Tonnen Gestein jährlich.